# Långtjärnen (Silbodals socken, Värmland, 659189-129324)
Långtjärnen är en sjö i Årjängs kommun i Värmland och ingår i Göta älvs huvudavrinningsområde.